# Anton Berisha
Anton Nikë Berisha, född den 7 augusti 1946 i Klina i Kosovo, är en albansk forskare och folklorist.
Anton Berisha undervisar i albanska vid universitet i Kalabrien sedan 1992 och anses av många som expert på albansk muntlig litteratur. Tidigare studerade han albanska språket och albansk litteratur vid universitet i Pristina och slutförde sina forskarstudier vid universitet Zagreb år 1981. Han anställdes 1973 vid den folkloristiska avdelningen i Albanologiska institutet i Pristina, där han var verksam under många år. Han flyttade till Italien 1991.

### Fotnoter
1. ↑  ”University of Calabria”. Arkiverad från originalet den 21 juli 2012. https://archive.is/20120721114319/http://www.albanologia.unical.it/notizie/convegnoLorecchio20-6-2008.html. Läst 20 april 2010.
2. 1 2  Elsie, Robert (2004). Historical Dictionary of Kosova. Scarecrow Press. sid. 24. ISBN 0810853094. http://books.google.com/books?id=Fnbw1wsacSAC